# 한국방송협회
한국방송협회(韓國放送協會, Korean Broadcasters Association)는 1974년 2월 1일 창립된 대한민국 지상파 방송사 단체이다.

## 연혁
- 1974년 2월 1일 한국방송협회 창립
- 1974년 6월 18일 한국방송회관과 업무 통폐합
- 1993년 4월 1일 사무국이 사무처로 격상 개편
- 1998년 5월 15일 방송회관으로 이전, 회관 업무 (사)한국방송회관으로 이관
- 2013년 7월 26일 사단법인 전환

## 설립 목적
- 방송문화 창달 및 발전
- 방송인 자질 향상
- 회원사 협력 증진

## 회원사
현재 39개의 회원사가 있다.
- KBS, MBC, SBS, EBS, CBS, FEBC, cpbc, BBS, 원음방송, TBS, 경인방송, TBN, KBS부산, MBC경남, 부산MBC, 대구MBC, 대전MBC, 주MBC, 울산MBC, MBC강원영동, 전주MBC, 제주MBC, 춘천MBC, MBC충북, 여수MBC, 포항MBC, 목포MBC, 청주MBC, 안동MBC, 원주MBC, KNN, TBC, KBC, TJB, OBS, UBC, G1, CJB, JTV, JIBS

## 역대 방송협회 회장
| 대수 | 성명   | 재임기간                           | 비고                                                                       |
| ---- | ------ | ---------------------------------- | -------------------------------------------------------------------------- |
| 초대 | 홍경모 | 1974년 2월 1일 ~ 1979년 3월 16일   |                                                                            |
| 2대  | 최세경 | 1979년 3월 16일 ~ 1982년 3월 18일  |                                                                            |
| 3대  | 이원홍 | 1982년 3월 18일 ~ 1985년 3월 23일  |                                                                            |
| 4대  | 박현태 | 1985년 3월 23일 ~ 1986년 8월 28일  |                                                                            |
| 5대  | 정구호 | 1986년 8월 28일 ~ 1988년 11월 6일  |                                                                            |
| 6대  | 서영훈 | 1988년 11월 6일 ~ 1990년 5월 28일  |                                                                            |
| 7대  | 서기원 | 1990년 5월 28일 ~ 1993년 3월 26일  |                                                                            |
| 8대  | 홍두표 | 1993년 3월 26일 ~ 1998년 3월 31일  |                                                                            |
| 9대  | 박권상 | 1998년 4월 30일 ~ 2003년 3월 10일  |                                                                            |
| 10대 | 송도균 | 2003년 6월 13일 ~ 2004년 6월 18일  |                                                                            |
| 11대 | 이긍희 | 2004년 6월 18일 ~ 2005년 2월 25일  |                                                                            |
| 12대 | 정연주 | 2005년 4월 6일 ~ 2006년 3월 31일   |                                                                            |
| 13대 | 최문순 | 2006년 3월 31일 ~ 2007년 4월 2일   |                                                                            |
| 14대 | 정연주 | 2007년 4월 2일 ~ 2008년 3월 28일   |                                                                            |
| 15대 | 엄기영 | 2008년 3월 28일 ~ 2009년 3월 27일  |                                                                            |
| 16대 | 이병순 | 2009년 3월 27일 ~ 2009년 11월 23일 |                                                                            |
| 17대 | 김인규 | 2009년 12월 17일 ~ 2012년 8월 22일 |                                                                            |
| 18대 | 우원길 | 2012년 8월 22일 ~ 2013년 11월 30일 |                                                                            |
| 19대 | 이웅모 | 2013년 12월 27일 ~ 2014년 7월 31일 |                                                                            |
| 20대 | 안광한 | 2014년 7월 31일 ~ 2016년 7월 31일  | 전 MBC 사장                                                                |
| 21대 | 고대영 | 2016년 8월 1일 ~ 2018년 1월 23일   | 전 KBS 사장 & 한국 지상파디지털방송추진협회 회장&아시아태평양방송연맹 회장 |
| 직무 | 장해랑 | 2018년 1월 23일 ~ 2018년 2월 27일  | EBS 사장                                                                   |
| 22대 | 양승동 | 2018년 4월 6일 ~ 2018년 7월 31일   | KBS 사장                                                                   |
| 23대 | 박정훈 | 2018년 8월 1일 ~ 2020년 7월 31일   | SBS 사장                                                                   |
| 24대 | 박성제 | 2020년 8월 1일 ~ 2022년 7월 31일   | MBC 사장                                                                   |
| 25대 | 김의철 | 2022년 8월 1일 ~ 2023년 9월 12일   | KBS 사장                                                                   |
| 직무 | 박정훈 | 2023년 9월 12일 ~ 2023년 11월 12일 | SBS 사장                                                                   |
| 26대 | 박민   | 2023년 11월 12일 ~ 2024년 7월 31일 | KBS 사장                                                                   |
| 27대 | 방문신 | 2024년 8월 1일 ~ 재임중            | SBS 사장                                                                   |
|      |        |                                    |                                                                            |